# Leptosphaeria hazslinszkii
Leptosphaeria hazslinszkii är en svampart som beskrevs av Sacc. 1883. Leptosphaeria hazslinszkii ingår i släktet Leptosphaeria och familjen Leptosphaeriaceae.   Inga underarter finns listade i Catalogue of Life.